# Pythagore
Pythagore (en grec ancien : Πυθαγόρας / Puthagóras) est un philosophe présocratique qui serait né aux environs de 580 av. J.-C. à Samos, une île du sud-est de la mer Égée ; on situe sa mort vers 495 av. J.-C., à l'âge de 85 ans. Il a introduit la notion de métempsycose dans le monde grec ; son nom est aussi lié aux mathématiques, à la philosophie des nombres ainsi qu'à la notion d'harmonie céleste — même si l'approfondissement de ces notions est plutôt dû à ses disciples et épigones, ceux que l'on appelle les pythagoriciens. Par ailleurs, maître de sagesse charismatique, il a fondé en Italie du Sud une communauté à mi-chemin entre la politique et la philosophie, qui s'est distinguée par son mode de vie spécifique.
Si nous sommes assurés de l'existence de Pythagore, on ne sait rien de sa vie, si bien qu'il est difficile d'éclairer l'histoire de ce penseur. Son nom (étymologiquement, Pyth-agoras : « celui qui a été annoncé par la Pythie ») provient de l'annonce de sa naissance faite à son père lors d'un voyage à Delphes.
Il n’a jamais rien écrit : même si on lui a attribué dès les IIe et IIIe siècles de notre ère un certain nombre d'ouvrages et si les soixante-et-onze lignes des Vers d’Or ont longtemps été considérées de sa main, il ne s'agit que d'apocryphes qui témoignent en revanche de l'extraordinaire légende qui s'est créée autour de son nom. Le néopythagorisme est néanmoins empreint d'une mystique des nombres qui était déjà présente dans la pensée de Pythagore.
Hérodote voyait en celui qu'il appelait « le sage Pythagore (...) l'un des plus grands esprits de la Grèce », et Pythagore jouira d'un grand prestige au fil des siècles, Hegel disant de lui qu'il était « le premier maître universel ».
Selon une remarque d’Héraclide du Pont rapportée par Cicéron, Pythagore serait le premier penseur grec à s’être qualifié lui-même de φιλόσοφος (philosophos), dont le sens est « ami du savoir ou de la sagesse » :

« Par la même raison, sans doute, tous ceux qui se sont attachés depuis aux sciences contemplatives, ont été tenus pour Sages, et ont été nommés tels, jusques au temps de Pythagore, qui mit le premier en vogue le nom de philosophes. Héraclide du Pont, disciple de Platon, et très habile homme lui-même, en raconte ainsi l'histoire. Un jour, dit-il, Léon, roi des Phliasiens, entendit Pythagore discourir sur certains points avec tant de savoir et d'éloquence, que ce prince, saisi d'admiration, lui demanda quel était donc l'art dont il faisait profession. À quoi Pythagore répondit, qu'il n'en savait aucune ; mais qu'il était philosophe. Et sur ce, le roi, surpris de la nouveauté de ce nom, le pria de lui dire qui étaient donc les philosophes, et en quoi ils différaient des autres hommes. »

— Cicéron, Tusculanes, V, 3, § 8

## Sources
Aucun écrit authentique de Pythagore ne nous est parvenu, et on ne sait presque rien de certain sur sa vie,,,,. Les premières sources sont brèves, ambigües et souvent satiriques,,. La plus ancienne concernant les enseignements de Pythagore est un poème satirique probablement écrit après sa mort par Xénophane, l'un de ses contemporains,. Dans ce poème, Pythagore aide un chien qui est battu, affirmant reconnaître dans ses cris la voix d'un ami disparu,,. Alcméon de Crotone, un médecin qui vivait à Crotone à peu près à la même époque que Pythagore, incorpore de nombreux enseignements pythagoriciens dans ses écrits et laisse entendre qu'il aurait connu Pythagore personnellement. Le philosophe Héraclite d'Éphèse, qui naît à quelques kilomètres de Samos et qui vit peut-être au même moment que Pythagore, voit en lui une sorte de charlatan, mais intelligent, remarquant que « Pythagore, fils de Mnésiarque, a pratiqué la recherche plus que tout autre homme, et en choisissant parmi ces écrits il s'est fabriqué une sagesse — beaucoup d'apprentissage, une habile friponnerie »,.
Au Ve siècle av. J.-C., les poètes grecs Ion de Chios et Empédocle expriment tous deux dans leurs poèmes leur admiration pour Pythagore. La première description concise de Pythagore provient de l'historien Hérodote, qui le décrit comme « non le plus insignifiant » des sages grecs et affirme que Pythagore a enseigné à ses disciples comment atteindre l'immortalité. L'exactitude des travaux d'Hérodote est controversée. Les écrits attribués au philosophe pythagoricien Philolaos de Crotone, qui a vécu à la fin du Ve siècle av. J.-C., sont les premiers textes à décrire les théories numérologiques et musicales qui seront attribuées plus tard à Pythagore. Le rhétoricien athénien Isocrate est le premier à rapporter que Pythagore a visité l'Égypte. Aristote écrit un traité sur les pythagoriciens — qui est perdu — mais dont une partie est peut-être conservée dans le Protreptique. Les disciples d'Aristote, Dicéarque, Aristoxène et Héraclide du Pont, ont également écrit sur le même sujet.
La plupart des sources majeures sur la vie de Pythagore datent de l'époque romaine. À ce moment-là, selon le classiciste allemand Walter Burkert, « l'histoire du pythagorisme était déjà (…) la reconstruction laborieuse de quelque chose de perdu et disparu ». Trois biographies de Pythagore ont survécu depuis la fin de l'Antiquité, toutes fertiles en mythes et en légendes,,. La plus ancienne et la plus respectable d'entre elles[réf. nécessaire] est celle de Diogène Laërce, Vies, doctrines et sentences des philosophes illustres. Les deux autres biographies sont dues aux philosophes néoplatoniciens Porphyre de Tyr (Vie de Pythagore) et Jamblique (Vie de Pythagore), et ces ouvrages sont en partie des textes polémiques contre la progression du christianisme. Les sources ultérieures sont beaucoup plus longues et encore plus fantaisistes dans leurs descriptions des réalisations de Pythagore,. Porphyre et Jamblique, eux, ont utilisé un matériel provenant des écrits perdus des disciples d'Aristote et le matériel tiré de ces sources est généralement considéré comme le plus fiable.

## Biographie
Pythagore a vécu ses quarante premières années à Samos, après quoi il s'est établi (probablement vers 530 av. J.-C.) à Crotone, dans le sud de l'Italie, et il serait mort à Métaponte vers 490 avant J.-C.

### Naissance

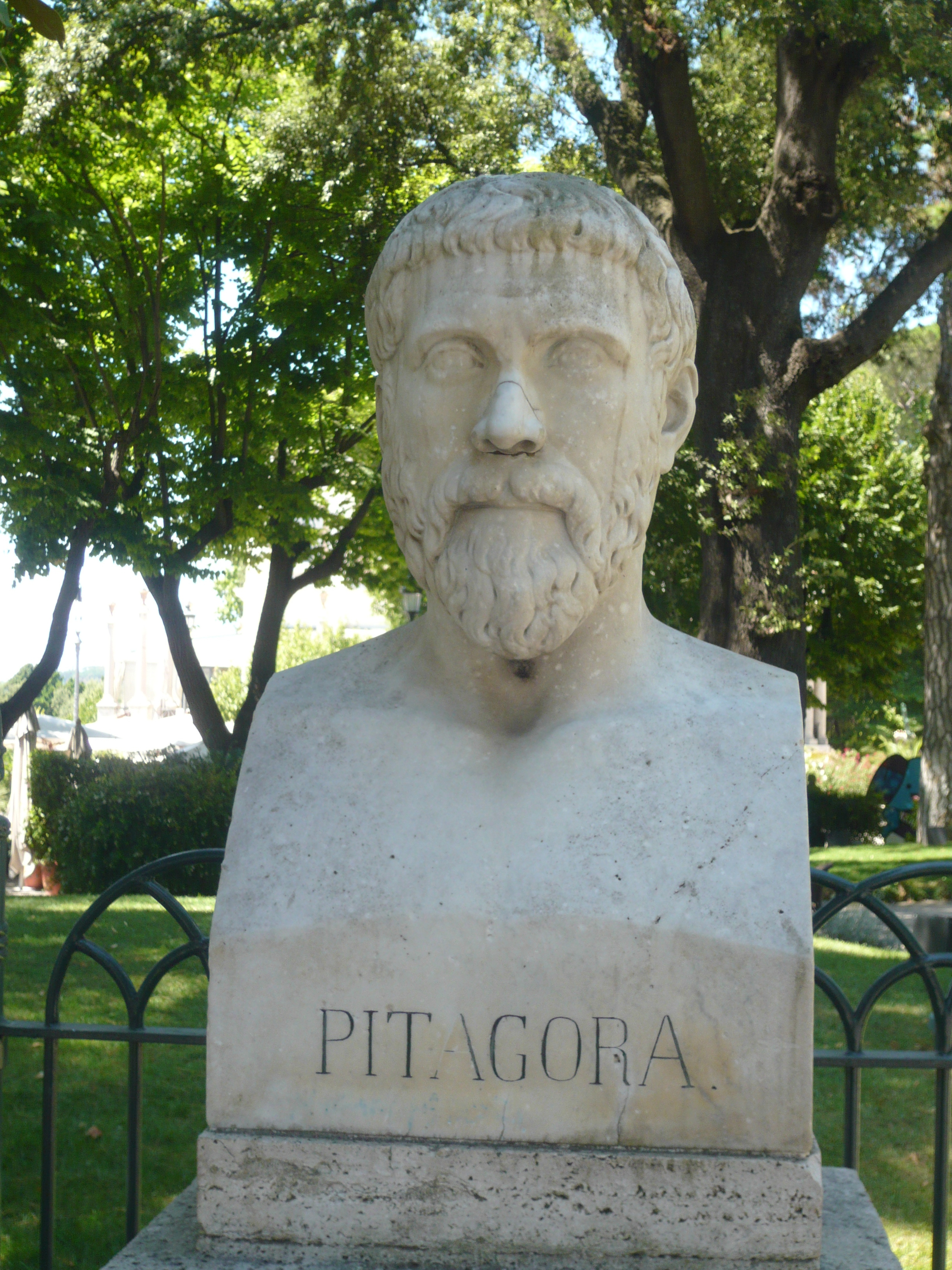
Buste de Pythagore (Parc Pincio, Rome.)

Pythagore naît donc sur l'île de Samos, à proximité des côtes de l'Asie Mineure, vers 580. On trouve les dates de 569 av. J.-C. ou 606 av. J.-C. chez Ératosthène et Diogène Laërce, 590 selon Jamblique, 580 d'après Porphyre.
Son père, Mnésarque, ciseleur de bagues, et sa mère, Parthénis, dont le mythe dit qu'elle était la plus belle des Samiennes, descendraient tous deux du héros Ancée, fils de Poséidon, qui avait fondé la ville de Samos. Ce Mnésarque de Samos interroge la Pythie de Delphes sur un voyage et obtient une réponse selon laquelle :

« sa femme était enceinte et mettrait au monde un enfant qui l'emporterait en beauté et en sagesse. De ce moment, il changea le nom de sa femme de « Parthénis » en « Pythaïs » [la pythienne], il appela son fils « Pythagore » [Πυθαγόρας, « prédit par la Pythie », ou « annoncé par le dieu pythien », pour la raison qu'il avait été annoncé par le dieu pythien]. »

— Jamblique, Vie de Pythagore, § 7.
Plus tard, Pythagore disait être la réincarnation d'Éthalidès (fils d'Hermès), d'Euphorbe (héros de la guerre de Troie), d'Hermotime de Clazomènes (iatromante apollinien) et de Pyrrhos (un pêcheur de Délos), et affirmait se souvenir de ces vies antérieures,.

### Adolescence et maturité
Selon une tradition, Pythagore aurait participé aux Jeux olympiques à l'âge de 17 ans, et il s'agirait, selon Ératosthène, de la 57e olympiade (-552) ou de la 48e (-588). Il aurait remporté toutes les compétitions de pugilat. Mais il pourrait s'agir d'un homonyme. Néanmoins cette réputation d'athlète a perduré.
Les sources divergent sur le nombre d'enfants qu'il aurait eus de Théanô : deux ou quatre. Les noms cités sont : Télaugès (qui succéda à son père et qui, selon certains, enseigna à Empédocle), Mnésarque, Myïa (qui épousa Milon de Crotone), Arignote.

### Éducation
Pythagore connaît plusieurs initiations, qui constitueront sa formation.

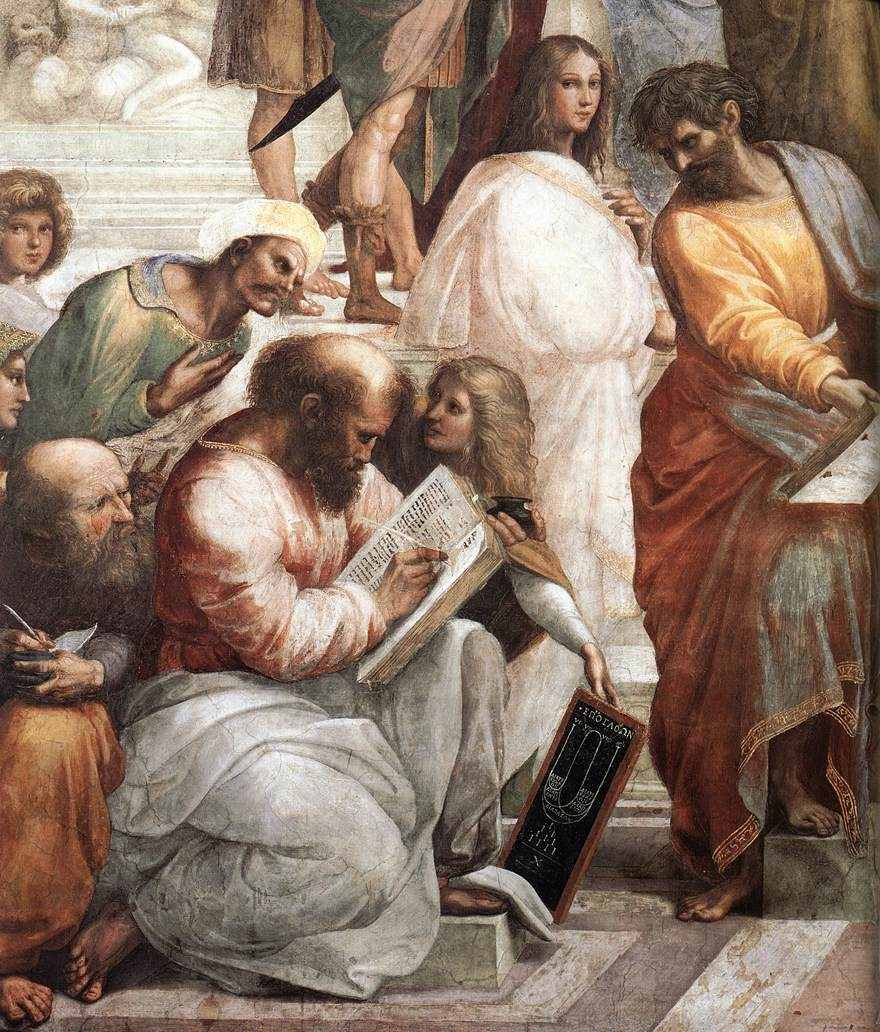
Pythagore, détail de l'École d'Athènes de Raphaël, 1509.

#### Première initiation
En 551 av. J.-C., âgé de 18 ans, il quitte Samos pour aller étudier à Lesbos auprès de Phérécyde de Syros (vers 585/499 av. J.-C.),, un sage, le premier à avoir dit que « les âmes des hommes sont éternelles », le premier à enseigner que l'homme a deux âmes, l'une d'origine terrestre, l'autre d'origine divine ; un magicien, aussi, qui fait des prédictions et reçoit des révélations en songe. Que les deux philosophies se ressemblent, c'est sûr ; que les hommes se soient rencontrés, c'est incertain, mais la théorie de l'âme immortelle et individuelle de Phérécyde autorise la théorie pythagoricienne de la transmigration[réf. nécessaire] (en grec ancien, παλιγγενεσία) des âmes.
Les biographes lui attribuent ensuite nombre d'initiations auprès de ses contemporains, ainsi que dans les Mystères. Il aurait rencontré « les descendants du prophète et naturaliste Mochus » et les hiérophantes de Phénicie, les hiérogrammates d'Égypte, les Mages de Chaldée, les initiés du mont Ida, les orphiques de Thrace, les prêtresses de Delphes.

#### Deuxième initiation
Elle a lieu en « Syrie » (ou « Phénicie »). Là, il aurait rencontré des disciples de l'ancien « prophète et naturaliste » Môchos de Sidon. Selon Jamblique, il aurait fréquenté des hiérophantes et se serait fait initier à Tyr, à Byblos et ailleurs. Selon Porphyre, il revient à Samos — c'est là son premier retour dans son île natale — pour suivre les enseignements d'Hermodamas de Samos, un lettré et spécialiste d'Homère,.

#### Troisième initiation
À la suite d'Hécatée d'Abdère, les historiens et doxographes anciens soutiennent que Pythagore se rend en Égypte vers 547 av. J.-C. — à Memphis et Diospolis — pour plusieurs années,. Dans cette dernière ville se trouve un sanctuaire de Zeus Ammon. Il est reçu par les prêtres, sous Amasis, pharaon de 568 à 526 av. J.-C. et connu de Polycrate de Samos. Il apprend la langue à Memphis dans un centre d'interprétariat fondé par Psammétique Ier (pharaon en 663 av. J.-C.). Il étudie la géométrie, l'astronomie des Égyptiens. Il est initié aux Mystères de Diospolis et à la doctrine de la résurrection d'Osiris ; selon Plutarque, les prêtres lui auraient appliqué sur la cuisse le disque ailé d'Atoum-Râ, en feuille d'or, ce qui lui valut le surnom de Pythagore « chrysomère, à la cuisse d'or ».

#### Quatrième initiation
Certaines traditions ajoutent que, lors de sa conquête de l'Égypte en 525 av. J.-C., le roi de Perse Cambyse II le déporte, comme esclave ou prisonnier à Babylone. Il se serait ainsi retrouvé « chez les Chaldéens et les Mages ». Cet épisode est cependant beaucoup moins attesté que le voyage en Égypte, et les dates posent un problème, surtout quand Antiphon prétend que Pythagore est resté vingt-deux ans en Égypte (de 547 à 525 av. J.-C. ?) et douze à Babylone (de 525 à 513 av. J.-C. ?). Il est impossible qu'il ait rencontré Zoroastre — comme le voudrait Porphyre de Tyr — car le prophète iranien enseignait vers 594 av. J.-C. environ. Plutarque dans son explication Sur la création du monde selon le Timée de Platon lui donne également pour maître Zaratas d'Assyrie, en qui certains auteurs voient une déformation du prénom de Zoroastre.

#### Cinquième, sixième et septième initiations
Pythagore se rend en Crète, dans l'antre du mont Ida, haut lieu de l'ésotérisme, sous la conduite, dit-on, d'Épiménide de Crète, et des initiés du Dactyle (magicien), Morgès,. Son initiation suivante, la sixième a lieu en Thrace, où il s'est rendu pour rencontrer des orphiques.
Enfin, lors de sa septième et dernière initiation, il rencontre « Thémistocléa, la prêtresse de Delphes »,.

### Crotone et la fondation de l'école pythagoricienne
Après cela, il revient à Samos  commence à enseigner dans un amphithéâtre à ciel ouvert, l'Hémicycle, sans grand succès.

#### Crotone

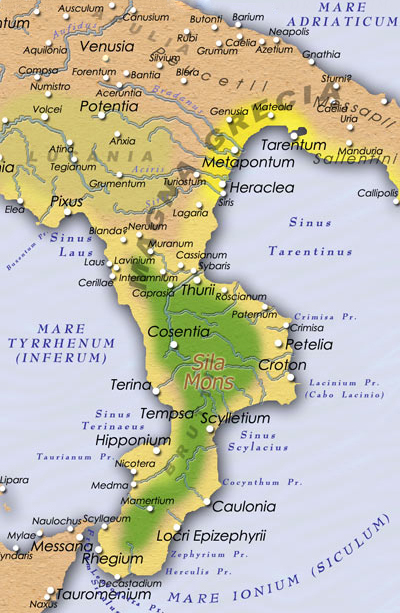
Grande-Grèce en 280 av. J.-C.

Banni par Polycrate, tyran de Samos de –535 à –522, ou bien fuyant, selon Aristoxène, « la tyrannie de Polycrate », il quitte Samos vers –535, en compagnie de son vieux maître Hermodamas, et se rend en Grande-Grèce, à Sybaris (dans le golfe de Tarente) ville opulente, célèbre pour son luxe et ses plaisirs.
Mais il préfère s'installer à Crotone, toujours sur le golfe de Tarente, dans l'actuelle Calabre, car la ville vénère Apollon et abrite une école de médecine connue. Le célèbre athlète Milon de Crotone, six fois champion aux jeux Olympiques et prêtre d'Héra Lacinia, épouse sa fille, Myïa. L'influence de Pythagore à Crotone est grande : de l'assemblée des citoyens aux enfants, en passant par les adolescents et les femmes, tous viennent l'écouter. Il ne promulgue sans doute pas des lois pour les Crotoniates, et appuie un régime politique de type oligarchique, réservé à une élite, et donc de type aristocratique. Antidémocrate, il pense que « c'est une chose insensée de tenir compte de l'opinion du grand nombre ». De fait, ses 300 disciples administrent la cité. Ses conférences publiques attirent plusieurs centaines de personnes. Les Crotoniates l'identifient à Apollon Hyperboréen. L'aura dont il jouit dans la population de Crotone est bien marquée par Porphyre de Tyr :

« Les citoyens de Crotone comprirent qu'ils avaient affaire à un homme qui avait beaucoup voyagé, un homme exceptionnel, qui tenait de la Fortune de nombreux avantages physiques : il était, en effet, noble et élancé d'allure et, de sa voix, de son caractère et de tout le reste de sa personne émanaient une grâce et une beauté infinies. »

Il fonde une école à Crotone en –532 mais aussi dans les villes d'Italie et de Grèce : Tarente, Métaponte, Sybaris, Caulonia, Locres; en Sicile, Rhégium, Tauroménium, Catane, Syracuse. Il s'agit de communautés, apparentées aux sectes que connait la philosophie antique, à la fois philosophique, scientifique, politique, religieuse et initiatique. Il ne semble pas qu'il ait voulu fonder de fédération politique des cités du golfe de Tarente (Tarente, Métaponte, Sybaris, Crotone, dans le talon de la botte d’Italie). À Crotone, il aurait rencontré Abaris le Scythe, grand magicien et « chamane ».

### Mort
Pythagore s'inquiète du progrès du parti démocratique. « Il annonça à ses disciples qu'un soulèvement allait éclater », et les invite à partir — selon Aristoxène — pour Métaponte, port de la Lucanie, toujours sur le golfe de Tarente. Sans doute y trouva-t-il une communauté pythagoricienne déjà installée. Certains de ses disciples deviennent célèbres, parmi lesquels le médecin Alcméon de Crotone et le mathématicien Hippase de Métaponte,.
En –510, une révolution populaire à Sybaris, sous la conduite d'un orateur démocrate, Télys, massacre des pythagoriciens, et 500 aristocrates se réfugient à Crotone. Une guerre s'ensuit entre Sybaris et Crotone, soutenue — selon Diodore de Sicile — par Pythagore. L'aristocratie de Crotone, sous la conduite de Milon de Crotone, l'emporte avec 100 000 hommes contre 300 000 : elle massacre à son tour la population de Sybaris et rase la ville.
Il se peut qu'en –499, Pythagore se rende au grand centre religieux qu'est Délos, pour y enterrer son vieux maître Phérécyde de Syros.
Pythagore meurt à Métaponte en –497. Cicéron témoigne de sa visite de l'endroit où Pythagore est décédé : « Je suis allé avec toi à Métaponte. Je n'ai pas accepté de me rendre chez notre hôte avant d'avoir vu le lieu où Pythagore est mort et où il avait son siège. »
Les autres versions de la mort de Pythagore semblent douteuses : Diogène Laërce et Porphyre soutiennent qu'il serait mort dans l'incendie de la maison de Milon, Hermippe de Smyrne déclare que Pythagore aurait été tué par les Syracusains, lors de sa fuite, devant un champ de fèves qu'il refusait, par tabou des fèves, de traverser.

### Révoltes et dispersion de l'école pythagoricienne
Entre –440 ou –454, vers –450, se produit une émeute anti-pythagoricienne, amalgamée par certains historiens à la guerre pro-pythagoricienne de –510. Un noble de Crotone, Cylon de Crotone, gouverneur de Sybaris, fomente un complot. Il veut se venger de Pythagore qui l'aurait jugé inapte à suivre les enseignements de l'école, et soulève la population contre les pythagoriciens, au motif qu'ils soutiennent un régime aristocratique et conservateur. Le feu est mis à la maison de Milon de Crotone où sont réunis quarante pythagoriciens. Trois seulement réussissent à en réchapper : Philolaos de Crotone, Lysis de Tarente et Archippe de Tarente, ou Lysis et Philolaos,,. Ces persécutions conduisent à la dispersion des membres de l'école pythagoricienne, qui fondent des centres ailleurs, surtout à Rhegium, Phlionte et Thèbes de Lucanie. Le déclin de l'influence pythagoricienne en Italie commence. Le dernier bastion fut Tarente, avec Archytas de Tarente, stratège, philosophe, mathématicien, inventeur, mais aussi ami Platon (qu'il sauva de la mort) en -388 et -361[Quoi ?].

### Pouvoirs merveilleux
La légende (surtout chez Porphyre et Jamblique) attribue à Pythagore des pouvoirs merveilleux : il apprivoise une ourse, fait descendre, à Olympie, un aigle du ciel, connaît ses existences antérieures, prédit la révolution à Crotone, devine la quantité de poissons que vont ramener des pêcheurs, charme et guérit par sa musique, entend l'harmonie des sphères célestes, commande à la grêle et aux vents, etc. Il est aussi donné comme un expert en arithmologie (art occulte des nombres), arithmosophie (connaissance ésotérique des nombres), arithmomancie (divination par les nombres) : « Grâce aux nombres en question, il pratiquait une admirable méthode de prédiction, et il rendait un culte aux dieux selon les nombres, parce que la nature du nombre leur est complètement apparentée »,. À l'époque hellénistique, l'adjectif « pythagoricien » (πυθαγόρειος) finit par signifier « occultiste, ésotériste, magicien ». Même le sobre Aristote l'admet : « Pythagore avant tout œuvra durement dans les sciences mathématiques et autour des nombres, mais plus tard il lui arriva de ne pas savoir renoncer à la pratique miraculeuse de Phérécyde de Syros ».

## La communauté pythagoricienne
L'école pythagoricienne de Crotone devint par la suite une hétairie (en grec ancien, ἑταιρεία = confrérie) politique de tendance aristocratique. Il s'agit d'une fraternité philosophique, religieuse et scientifique, proche de l'orphisme (ce dernier rapprochement fait toutefois l'objet de critiques). 
La communauté s'échelonne sur quatre degrés initiatiques et hiérarchiques, comme dans de nombreuses organisations initiatiques. Les femmes et les étrangers sont admis. Les profanes (en grec ancien βέβηλοι, bébêloi) sont « les gens du dehors » (hoï exô, οἱ ἒξω), les gens du commun, auxquels rien n'est révélé.

### Premier degré: les postulants
Pythagore observe, chez ceux qui se présentent comme candidats, les traits du visage (physiognomonie) et les gestes (kinésique), mais aussi les relations avec les parents, le rire, les désirs, les fréquentations. On est admis ou pas.

### Deuxième degré: les néophytes
La période de probation des candidats dure trois ans, pendant lesquels Pythagore scrute leur persévérance et leur désir d'apprendre. Au terme de cette période, ils sont refusés ou acceptés, et dans ce deuxième cas, prononcent le serment de silence :

« Non, par celui [Pythagore] qui a trouvé la tétraktys de notre sagesse,
Source qui contient en elle les racines de la nature éternelle. »

### Troisième degré: les acousmaticiens
Les acousmaticiens - ou acousmatiques - (άκουσματικοί : « auditeurs »). Ils reçoivent un enseignement de cinq ans, donné sous forme de préceptes oraux (άκούσματα), sans démonstration, destinés à être gardés en mémoire ; par exemple : « Ne pas avoir sur les dieux des opinions ou des paroles hâtives. » Ces cinq ans sont cinq ans de silence. Les auditeurs sont devant le rideau derrière lequel Pythagore se dissimule. Ils mettent leurs biens en commun.
Les postulants, les néophytes et les auditeurs forment le grade des « exotériques » (έξωτερικοί) ou novices.

### Quatrième et dernier degré: les mathématiciens
Les mathématiciens (μαθηματικοί, « savants ») ou « ésotériques » ou sindonites (habillés de lin). « Ils devenaient des ésotériques (έσωτερικοί) », dans la mesure où ils accèdent à la connaissance intérieure, cachée. Ils sont admis à voir Pythagore derrière son rideau. Lui-même enseigne sous forme de « symboles » (σύμβολα), au sens de formules codées, qui sont démontrées ; par exemple : « Ne pas toucher un coq blanc. » D'après Photius on voit une division des « ésotériques » en « vénérables » (σεβαστικοί, sebastikoi), « politiques » (πολιτικοί, politikoi), « contemplatifs ». Les vénérables ou pieux s'occupent de religion. Les politiques s'intéressent aux lois, aux affaires humaines, tant dans la communauté pythagoricienne que dans la cité. Les « contemplatifs » étudient arithmétique, musique, géométrie, astronomie : les quatre sciences selon Archytas, qui formeront le quadrivium du Moyen Âge. Il faudrait ajouter les physiciens ou naturalistes (φυσικοί), qui se penchent sur les sciences concrètes : géographie, météorologie, médecine, mécanique… mais aussi grammaire, poésie… Il est plus vraisemblable que les « acousmaticiens » soient des « politiques, administrateurs ou législateurs » et les « mathématiciens » des « pieux » ou « contemplatifs ».
De nombreuses règles, pour ne pas dire tabous, s'imposent à celui qui adopte « la vie pythagorique » (βίος πυθαγορικός).
- règles diététiques (du pur végétarisme au « végétarisme » sélectif)[87] : interdiction de manger du rouget, le cœur, le cerveau, la moelle, les fèves, les œufs… bref tout ce qui symbolise la vie. La consommation de la chair des animaux sacrifiés semble autorisée par certains pythagoriciens, sans doute par concession à la religion officielle.
- rites religieux : sacrifices non sanglants et sans feu, « honorer les dieux », éviter bouchers et chasseurs, culte « aux dieux farine, miel, fruits, fleurs et autres produits de la terre »[88], « purifications, ablutions et aspersions » et onctions lustrales…
- exercices spirituels : respect de soi-même, examen de conscience chaque soir[89], continence sexuelle, « exercer sa mémoire », « chanter en s'accompagnant de la lyre », lire des livres édifiants ensemble…
- exercices physiques[90],[91] : gymnastique, athlétisme, promenade à deux ou trois, danse…
- objets sacrés : « vêtements blancs » de lin (mais pas de laine, animale), signes de reconnaissance (le pentagramme), symboles (la tétraktys)…

### La rivalité acousmaticiens vs mathématiciens
Dès Hippase (vers 450 ?), il semble qu'il y ait eu rivalité entre deux tendances idéologiques (et non plus degrés initiatiques) chez les pythagoriciens : les « acousmaticiens » et les « mathématiciens ». Il ne s'agit plus de la hiérarchie novice/initié, mais de la polarité moraliste/scientifique. D'un côté, les acousmaticiens insistent sur les paroles (« acousmates ») léguées par Pythagore et privilégient la morale, les prescriptions rituelles, le « mode de vie pythagoricien » ; entre 420 et 350, les auteurs de comédies (Cratinos, Mnésimaque, etc.) décrivent des « pythagoristes », dès Diodore d'Aspendos (vers –380) et Lycon d'Iasos, végétariens et buveurs d'eau, chevelus et barbus, pieds nus, vêtus d'un simple manteau (tribôn), un bâton à la main, faisant vœu de silence et ne se lavant pas. De l'autre côté, les « Mathématiciens » (Hippase, Philolaos, Archytas, Eurytos, Eudoxe de Cnide), au sens de savants, insistent sur les démonstrations et privilégient la science.

## Doctrine
De même que le personnage historique de Pythagore est mal connu, sa pensée s'assimile à l'école pythagoricienne. La pensée de Pythagore lui-même est ainsi recouverte par les apports successifs de ses disciples. Celle de l'école pythagoricienne couvre tous les domaines : « la science relative aux intelligibles et aux dieux ; ensuite la physique ; la philosophie éthique et la logique ; toutes sortes de connaissances en mathématiques et les sciences ». Archytas, le premier, conçoit ce que sera le quadrivium : arithmétique, musique (arithmétique sensible), géométrie, enfin astronomie (géométrie sensible). Pythagore voyait leurs liens : il ramenait les figures de la géométrie aux nombres de l'arithmétique, les sons des musiciens aux proportions des arithméticiens… Des correspondances (ὁμοιὠματα) sont établies, par exemple « le 1 est le point, le 2 la ligne, le 3 le triangle [le plan], le 4 la pyramide [le volume] ».

### Arithmétique (et arithmologie)
« Tout est nombre. » Le grand apport de Pythagore, c'est l'importance de la notion de nombre et le développement d'une mathématique démonstrative (mais aussi religieuse). Pour un Grec de l'Antiquité, le nombre désigne toujours un nombre entier et signifie « système arrangé numériquement », « pluralité ordonnée », « chose structurée » ; d'autre part, « un » n'est pas considéré comme un nombre avant Archytas. Chez les pythagoriciens, les choses sont des nombres, ou les choses consistent en nombres, ou les choses imitent les nombres (qui seraient des principes), ou les choses ont des nombres : un certain flou demeure.
Selon Aristote, pour les pythagoriciens, les choses sont des nombres ; par exemple, un et esprit sont identiques, en musique les intervalles des tons sont des rapports de nombres ; selon Philolaos de Crotone : les choses sont des nombres, sont faites de nombres ; par exemple, la pyramide contient le nombre 10, le ciel consiste en 10 corps célestes (étoiles, huit planètes, Anti-Terre) ; selon Hippase, les choses ont pour modèles les nombres.
La fameuse déclaration « Les choses sont nombre » signifie à la fois :
- c'est le nombre qui constitue la structure intelligible des choses (ce principe fonde en raison la physique mathématique) ;
- les éléments fondamentaux des mathématiques sont les éléments des choses (ce principe affirme la possibilité de définir une structure de l'esprit qui est une structure des choses et que constituent les notions de fini et d'infini, d'un et de multiple, etc.)[102].

Aristote : « Les Pythagoriciens s'appliquèrent tout d'abord aux mathématiques… Trouvant que les choses [dont les sons musicaux] modèlent essentiellement leur nature sur tous les nombres et que les nombres sont les premiers principes de la nature entière, les Pythagoriciens conclurent que les éléments des nombres sont aussi les éléments de tout ce qui existe, et ils firent du monde une harmonie et un nombre… Les éléments du nombre sont le pair et l'impair ; et l'un [impair] est fini [limité, structurant, comme une figure géométrique], tandis que l'autre [le pair] est infini [illimité, désordonné, comme l'air]. » Il y a « similitude du pair et du féminin, de l'impair et du mâle ».

La tétraktys.

Pythagore donne des nombres une représentation géométrique. Arithmétique et géométrie sont sœurs. Les démonstrations arithmétiques s'appuient sur des figures et cette méthode porte le nom d'arithmétique géométrique. Chaque unité est figurée par un point, de sorte qu'on a des nombres plans (1, 4, 9, 16, etc. sont carrés ; 1, 3, 6, 10, etc. sont triangulaires), rectangulaires, solides (cubiques, pyramidaux, etc.), linéaires, polygonaux. Le premier nombre pyramidal est 4 (selon Philolaos). Cette méthode permet le calcul de la somme des premiers entiers, des premiers entiers impairs ou encore le calcul de triplets pythagoriciens.
Photius : « Ils proclamaient que tout est nombre et que le nombre complet est dix. Le nombre dix, la [décade], est un composé des quatre premiers nombres que nous comptons dans leur ordre. C'est pourquoi ils appelaient tétraktys (Tétrade) le tout constitué par ce nombre. » 1 + 2 + 3 + 4 = 10 : nombre triangulaire de côté 4, où la tétrade vaut la décade et cache les rapports harmoniques des intervalles de quarte (¾), quinte (⅔) et octave (½). Dès Archytas peut-être ou après Platon, les pythagoriciens associent le 1 au point, le 2 à la ligne, le 3 à la surface (la figure géométrique à deux dimensions : cercle, triangle, carré, etc.), le 4 au solide (la figure géométrique à trois dimensions : cube, sphère, pyramide, etc.).
« Il a découvert les médiétés » : les proportions, les formules des moyennes. Pythagore découvre 3 des 11 proportions possibles entre 3 termes (a, b, c) : les proportions arithmétique, géométrique et harmonique ; les autres seront découvertes par d'autres pythagoriciens, dont Hippase de Métaponte, Archytas.
- la proportion arithmétique fait que le premier terme dépasse le second de la même quantité que celui-ci dépasse le troisième : a – b = b – c ;
- la proportion géométrique (très importante en philosophie et en art) fait que le premier terme est au second ce que le second est au troisième : a/b = b/c ;
- la proportion harmonique (essentielle en musique) fait que, « quelle que soit la part de lui-même dont le premier terme dépasse le deuxième, le deuxième dépasse le troisième de la même part de ce troisième » : {\displaystyle (a-b) \over a}={\displaystyle (b-c) \over c}. Dans la proportion harmonique 12:8:6, on voit que 8:6 est la quarte, 12:8 la quinte, 12:6 l'octave. 8 est la moyenne harmonique de 12 et 6. Les pythagoriciens ont pu ainsi théoriser l'origine de la gamme musicale.

La science des nombres est à la fois arithmétique, donc scientifique, et arithmologie, donc symbolique. Chaque nombre est un symbole. La justice est quatre, la vie (et le mariage) est cinq, la perfection est dix, etc.. Philolaos tient que le nombre 1 symbolise le point, le 2 la ligne, le 3 le triangle, le 4 le volume [voir Platon], le 5 les qualités et les couleurs, le 6 l'âme, le 7 l'esprit, la santé et la lumière, le 8 l'amour, l'amitié, la ruse et l'intellection, le 9 la gestation, le 10 la perfection.

### Musique

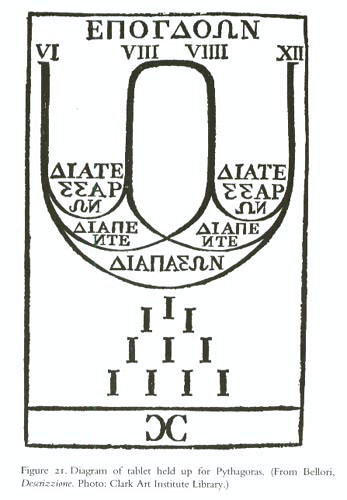
Diagramme pythagoricien montrant les relations entre epogdoon, diatessaron, diapente, et diapason.

Tout commence avec la découverte qu'il existe une relation entre la longueur d'une corde vibrante et la hauteur du son émis. Soit quatre cordes tendues, la première vaut 1, la deuxième a une longueur représentant les 3/4 de la première, la troisième les 2/3 et la dernière la 1/2. Quand on pince successivement ces cordes, on entend le Do, puis la quarte du Do = le Fa, puis la quinte de Do = le Sol, enfin le Do à l'octave. Le son est mathématique.
« Les pythagoriciens affirment que la musique est une combinaison harmonique des contraires, une unification des multiples et un accord des opposés. » (Théon de Smyrne)
Pythagore a découvert les lois de l'harmonique. Aristote : « Ces philosophes remarquèrent que tous les modes de l'harmonie musicale et les rapports qui la composent se résolvent dans des nombres proportionnels. » La proportion harmonique gouverne les intervalles musicaux. Dans la proportion harmonique 12, 8 et 6, le rapport 12/6 = 2 correspond à l'octave, le rapport 8/6 = 4/3 correspond à la quarte, le rapport 12/8 = 3/2 correspond à la quinte. L'accord pythagoricien est un système musical construit sur des intervalles de quintes justes, dont le rapport de fréquences vaut 3/2. Les fréquences pythagoriciennes de la note Do sont celles des puissances de deux. Le rapport 9/8 donne également l'epogdoon, c'est-à-dire la seconde majeure ou le ton.
Diogène Laërce fait aussi de Pythagore l'inventeur du canon monocorde, un instrument de musique monocorde, appelé « canon ». Il illustre la loi selon laquelle « la hauteur du son est inversement proportionnelle à la longueur de la corde ».
La musique a une valeur éthique et médicale. « Il faisait commencer l'éducation par la musique, au moyen de certaines mélodies et rythmes, grâce auxquels il produisait des guérisons dans les traits de caractère et les passions des hommes, ramenait l'harmonie entre les facultés de l'âme ».
La musique a une dimension cosmique, comme l'astronomie a une dimension musicale : Platon dira que musique et astronomie sont « sciences sœurs » (cf. L'harmonie des sphères, la musique planétaire). Pythagore aurait posé que les distances entre les orbites du Soleil, de la Lune et des étoiles fixes correspondent aux proportions réglant les intervalles de l'octave, de la quinte et de la quarte. Plus tard, « de la voix des sept planètes, de celle de la sphère des [étoiles] fixes » et, en outre, de celle de la sphère au-dessus de nous que l'on appelle « Anti-Terre », il faisait les neuf Muses. L'ordre est (pour Pythagore ou les premiers pythagoriciens) : sphère des étoiles fixes, Saturne, Jupiter, Mars, Soleil, Vénus, Mercure, Lune, Terre, Anti-Terre, Feu central, soit 10 unités. Pythagore retrouve la proportion harmonique où, pour 12 : 8 : 6, on voit que 12:6 est l'octave, 12:8 la quinte, 8:6 la quarte. Si le rayon du Feu central est 1, le rayon de l'orbite de l'Anti-Terre est 3, de la Terre 9, de la Lune 27, de Mercure 81, de Vénus 243, du Soleil 729. Entre la sphère des étoiles fixes et Saturne, entre Saturne et Jupiter, Jupiter et Mars il y a un demi-ton, un ton entre Mars et Soleil, et on obtient une quarte ; entre Soleil et Terre on obtient une quinte, entre étoiles fixes et Terre une octave. « Pythagore tendait son ouïe et fixait son intellect sur les accords célestes de l'univers. Lui seul, à ce qu'il paraissait, entendait et comprenait l'harmonie et l'unisson universels des sphères [planétaires] et des astres. »

### Géométrie

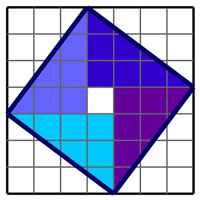
Une démonstration élémentaire d'un cas particulier du théorème de Pythagore : l’aire d’un seul triangle est égale à 6, et 4×6+1=25.

L'école de Pythagore hérite d'une double culture mathématique. La mathématique ionienne, amorcée par Thalès de Milet, lui apporte une orientation géométrique, ainsi qu'une volonté de démonstration. L'héritage mésopotamien offre des procédures de calcul permettant la résolution des équations du second degré, ou encore l'évaluation approximative des racines carrées par des fractions.
Ce double héritage s'associe sur une idée fausse, celle selon laquelle toute longueur peut s'exprimer comme une fraction : « les Pythagoriciens sont partis de l’idée, naturelle à tout homme non instruit, que toute longueur est nécessairement commensurable à l’unité. » Cette erreur est néanmoins fructueuse. Si toute longueur est une fraction et à condition de bien choisir l'unité de la figure, il devient possible de ne travailler que sur des figures dont les longueurs sont entières. Cette approche permet les premières preuves partielles du théorème de Pythagore, déjà connu par les Égyptiens et les Mésopotamiens, mais probablement jamais démontré dans le bassin méditerranéen. Le type de démonstration est explicité sur la figure de gauche. Un triangle rectangle dont les côtés autres que l'hypoténuse sont de longueurs 3 et 4, possède une hypoténuse de carré (en bleu sur la figure) égal à 25.
Le calcul mésopotamien permet d'autres progrès. Construire un pentagone régulier suppose la construction de la proportion d'extrême et de moyenne raison, maintenant appelée nombre d'or. Elle correspond au rapport entre une diagonale et un côté. Le calcul mésopotamien permet d'en venir à bout et c'est probablement au pythagoricien Hippase de Métaponte que l'on doit cette découverte. Cependant, ici, la procédure mésopotamienne n'a plus pour objectif un calcul, mais une construction géométrique.
Cet usage du calcul, permettant de traiter des questions du second degré, met en évidence des proportions qui ne sont pas des fractions. On peut construire ainsi des longueurs, comme la diagonale et le côté d'un pentagone régulier, telles qu'il n'existe aucune unité permettant d'exprimer ces deux longueurs comme des entiers. De telles longueurs sont dites incommensurables. La découverte de ces proportions est probablement l'œuvre des premiers pythagoriciens. On l'attribue parfois à Hippase à l'aide d'un raisonnement sur le pentagone. Cette découverte, que les historiens Michel (it) et Itard qualifient de viol fécond engendre initialement une grave crise, puis nourrit et enrichit pendant deux siècles les mathématiques grecques.

### Astronomie: le cosmos
Pythagore apporte une connaissance qui émerveille encore le logicien Frege : l'étoile du soir (celle qu'on voit en premier à la tombée de la nuit) et l'étoile du matin sont une seule et même : Vénus. Cette identité était connue à Babylone depuis –685.
Pythagore « fut le premier à appeler le ciel cosmos (ordre) et à dire que la Terre est ronde » ; mais on attribue plus souvent la théorie de la sphéricité de la Terre à Parménide. Les disciples développent l'astronomie pythagoricienne.

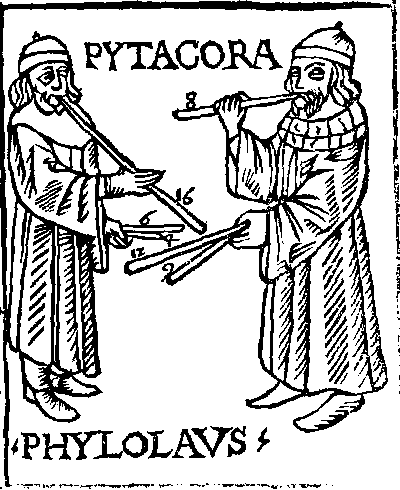
Pythagore et Philolaos.

Philolaos de Crotone (–470/–fin –Ve s.) affirmerait, le premier, bien avant Copernic, la mobilité de la Terre.
Philolaos dit : « C'est le Feu qui occupe le milieu. », or ce Feu central n'est pas le Soleil, il reste invisible, on ne perçoit sa lumière que reflétée par le Soleil, c'est une force physique située au milieu du monde. Donc le pythagorisme n'a pas découvert l'héliocentrisme[réf. nécessaire]. En revanche, la découverte de la rotation de la Terre sur elle-même revient à un autre pythagoricien, Hicétas de Syracuse (400–335), pour qui « la Terre tourne et pivote sur son axe à très grande vitesse ». Ecphantos, disciple d’Hicétas selon le philologue allemand August Böckh, dit aussi que « la Terre, centre du monde [géocentrisme], tourne sur elle-même d’Ouest en Est [rotation] ». Copernic cite les pythagoriciens :

« D’autres pensent que la Terre se meut. Ainsi, Philolaos le Pythagoricien dit que la Terre se meut autour du Feu en un cercle oblique, de même que le Soleil et la Lune. Héraclide du Pont et Ecphantos le Pythagoricien ne donnent pas, il est vrai, à la Terre un mouvement de translation [mouvement autour du Soleil, héliocentrisme]… Partant de là, j'ai commencé, moi aussi, à penser à la mobilité de la Terre »

(Copernic : Lettre au pape Paul III, préface à Des révolutions des orbes célestes. De revolutionibus orbium caelestium, 1543).
Aristarque de Samos, astronome aristotélicien, affirmera le premier, vers –280, la rotation de la Terre sur son propre axe et la translation de la Terre autour du Soleil.

### L'âme, la transmigration des âmes
Pour Pythagore, le corps (sôma) est un tombeau (sêma), à la fois prison et « signe » ou « protection » de l'âme : cela est bien une thèse pythagoricienne, pas orphique. Philolaos : « Les anciens théologiens et devins témoignent eux aussi que c'est en punition de certaines fautes que l'âme a été attelée au corps et ensevelie en lui comme un tombeau. »
L'âme est un nombre, en ce sens qu'elle est harmonie, bonne proportion, combinaison des propriétés composant le corps (c'est la théorie du pythagoricien Simmias dans le Phédon, 86 d, de Platon). Elle est vie, car elle est en mouvement.
Pythagore pensait « que l'âme est immortelle ; ensuite, qu'elle passe dans d'autres espèces animales ; en outre, qu'à des périodes déterminées ce qui a été renaît, que rien n'est absolument nouveau, qu'il faut reconnaître la même espèce à tous les êtres qui reçoivent la vie. […] À beaucoup de ceux qui l'abordaient il rappelait la vie antérieure que leur âme avait jadis vécue avant d'être enchaînée à leur corps actuel. Et lui-même, par des preuves irrécusables, démontrait qu'il réincarnait Euphorbe, fils de Panthoos ». L'intervalle entre incarnations serait 216 ans (6 au cube). Et l'explication vient de la nature de l'âme : il y a transmigration de l'âme parce que, par nature, elle est immortelle et mouvante, Pythagore ne fait pas intervenir la justice divine, une rétribution de l'âme, puisque n'importe quelle âme peut entrer dans n'importe quel corps.
D'où vient à Pythagore sa théorie de la transmigration (« παλιγγενεσία ») des âmes ? d'Orphée ? de Phérécyde de Syros ? depuis l'Inde ? On l'ignore. Pythagore a indiqué ses existences antérieures, dans une liste fixée par Héraclide du Pont : Æthalidès, Euphorbe (prêtre d'Apollon), Hermotime (chamane), Pyrrhus (simple pêcheur). Il est possible que Pythagore n'ait cru à la réincarnation que pour lui-même.

« Il (Pythagore) racontait sur lui-même les choses suivantes : il avait été autrefois Aithalidès et passait pour le fils d’Hermès ; Hermès lui avait dit de choisir ce qu’il voulait, excepté l’immortalité. Il avait donc demandé de garder, vivant comme mort, le souvenir de ce qui lui arrivait. Ainsi dans sa vie, il se souvenait de tout, et une fois mort il conservait des souvenirs intacts. Plus tard, il entra dans le corps d’Euphorbe et fut blessé par Ménélas. Et Euphorbe disait qu’il avait été Aithalidès [fils d'Hermès], et qu’il tenait d’Hermès ce présent et cette manière qu’avait l’âme de passer d’un lieu à un autre, et il racontait comment elle avait accompli ses parcours, dans quelles plantes et quels animaux elle s’était trouvée présente, et tout ce que son âme avait éprouvé dans l’Hadès, et ce que les autres y supportaient. Euphorbe mort, son âme passa dans Hermotime qui, voulant lui-même donner une preuve, retourna auprès des Branchidées et pénétrant dans le sanctuaire d’Apollon, montra le bouclier que Ménélas y avait consacré (il disait en effet que ce dernier, lorsqu’il avait appareillé de Troie, avait consacré ce bouclier à Apollon), un bouclier qui était dès cette époque décomposé, et dont il ne restait que la face en ivoire. Lorsque Hermotime mourut, il devint Pyrrhos, le pécheur délien ; derechef, il se souvenait de tout, comment il avait été auparavant Aithalidès, puis Euphorbe, puis Hermotime, puis Pyrrhos. Quand Pyrrhos mourut, il devint Pythagore et se souvint de tout ce qui vient d’être dit »

— Diogène Laërce, VIII, 5.
Dans sa théorie de la transmigration des âmes, Pythagore admet un type de réincarnation comparable à celle conçue dans l'hindouisme ou le jaïnisme, car sa croyance en la métempsycose correspond à une âme qui peut provenir et entrer dans un corps non humain, végétal ou animal :

« Un jour, passant près de quelqu'un qui maltraitait son chien, on raconte qu'il [Pythagore] fut pris de compassion et qu'il adressa à l'individu ces paroles : '« Arrête et ne frappe plus, car c'est l'âme d'un homme qui était mon ami, et je l'ai reconnu en entendant le son de sa voix »

— Diogène Laërce, VIII, 36.

### Végétarisme

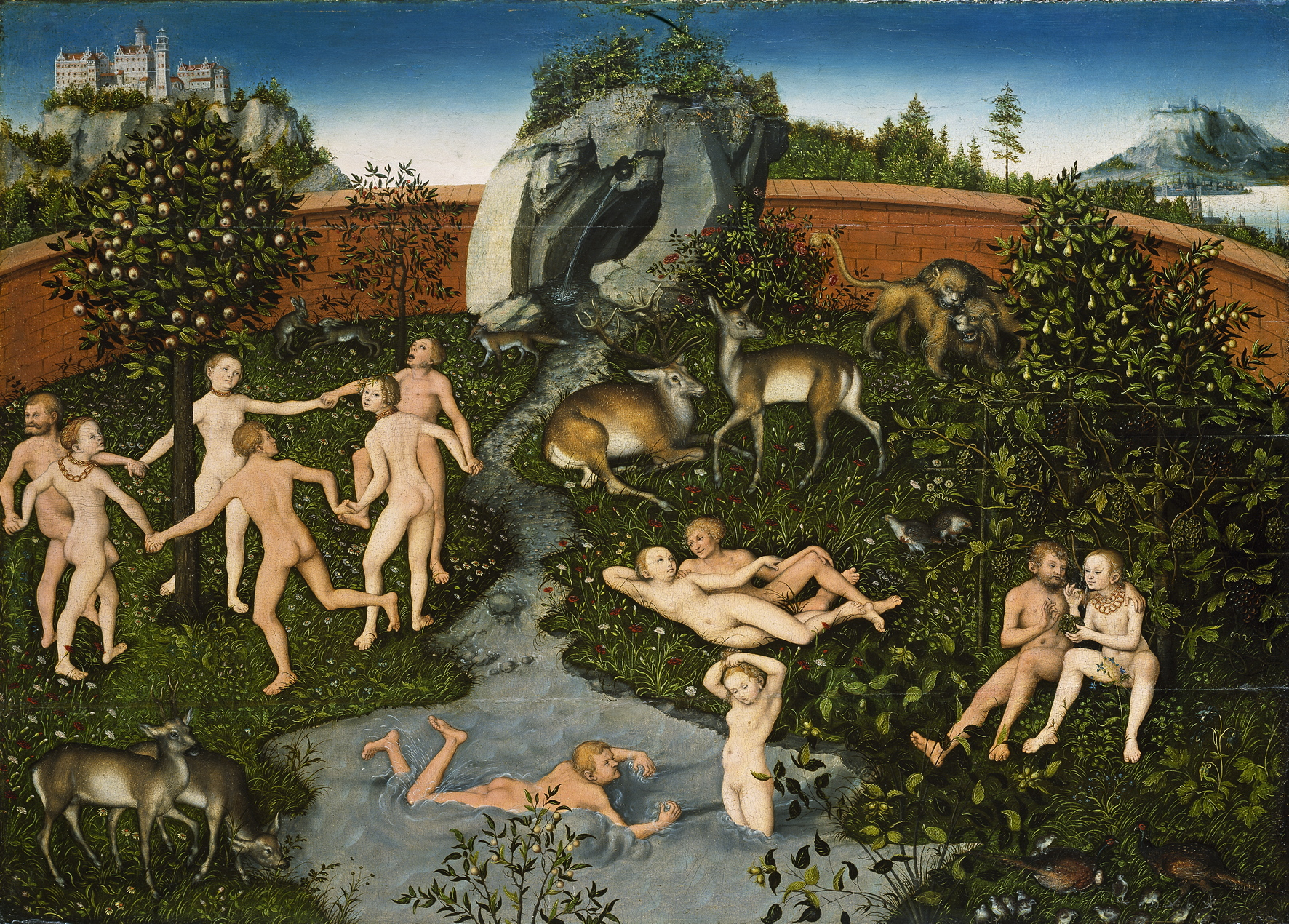
L'Âge d'Or. Lucas Cranach l'Ancien, vers 1530.

Durant l'Antiquité, Pythagore est présenté comme la plus grande figure du végétarisme. Cependant la question est controversée. On  trouve en effet aussi la mention de l'offrande d'une hécatombe aux dieux afin de les remercier de l'avoir inspiré et lui avoir ainsi permis de trouver le théorème qui porte son nom. On rapporte également qu'il le fut le premier entraîneur recommandant à ses athlètes de se nourrir presque uniquement de viande.
On a pu cependant voir en lui premier adepte du végétarisme de l'humanité qui ne vit plus dans l'âge d'or, période pendant laquelle on était effectivement végétarien (que ce soit dans la mythologie philosophique gréco-romaine, ou la mythologie hébraïque (Bible), avec Adam et Ève jusqu'au Déluge)[réf. nécessaire]. En cela, Pythagore s'inscrit bien dans le « courant » des Présocratiques, qui sont soucieux du bien-être animal. Et on trouve chez Ovide l'affirmation de la primauté de Pythagore dans la défense du végétarisme :

« Le premier [Pythagore], il fit un crime à l’homme de charger sa table de la chair des animaux ; le premier, il fit entendre ces sublimes leçons qui ne furent pourtant pas écoutées : « Cessez, mortels, de vous souiller de mets abominables ! Vous avez les moissons ; vous avez les fruits dont le poids incline les rameaux vers la terre, les raisins suspendus à la vigne, les plantes savoureuses et celles dont le feu peut adoucir les sucs et amollir le tissu ; vous avez le lait des troupeaux, et le miel parfumé de thym ; la terre vous prodigue ses trésors, des mets innocents et purs, qui ne sont pas achetés par le meurtre et le sang. […] Chose horrible ! des entrailles engloutir des entrailles, un corps s’engraisser d’un autre corps, un être animé vivre de la mort d’un être animé comme lui ! Quoi ! au milieu des richesses que la terre, cette mère bienfaisante, produit pour nos besoins, tu n’aimes qu’à déchirer d’une dent cruelle des chairs palpitantes ; tu renouvelles les goûts barbares du Cyclope, et, sans la destruction d’un être, tu ne peux assouvir les appétits déréglés d’un estomac vorace ! Mais dans cet âge antique dont nous avons fait l’âge d’or, l’homme était riche et heureux avec les fruits des arbres et les plantes de la terre ; le sang ne souillait pas sa bouche. Alors l’oiseau pouvait, sans péril, se jouer dans les airs ; le lièvre courait hardiment dans la campagne ; le poisson crédule ne venait pas se suspendre à l’hameçon. Point d’ennemis, nuls pièges à redouter ; mais une paix profonde. Maudit soit celui qui, le premier, dédaigna la frugalité de cet âge, et dont le ventre avide engloutit des mets vivants ! il a ouvert le chemin au crime. »

Ce végétarisme étant lié à la réincarnation que défend Pythagore dans sa philosophie — pensant ainsi le destin des vivants dans le sens d’une totale interdépendance — le philosophe fait preuve d'une sensibilité particulière que l'on retrouve habituellement dans la civilisation hindoue (avec l'Ahimsâ et le jaïnisme tout particulièrement). Là encore, c'est chez Ovide que l'on trouve cette apologie de la non violence à l'égard des bêtes:

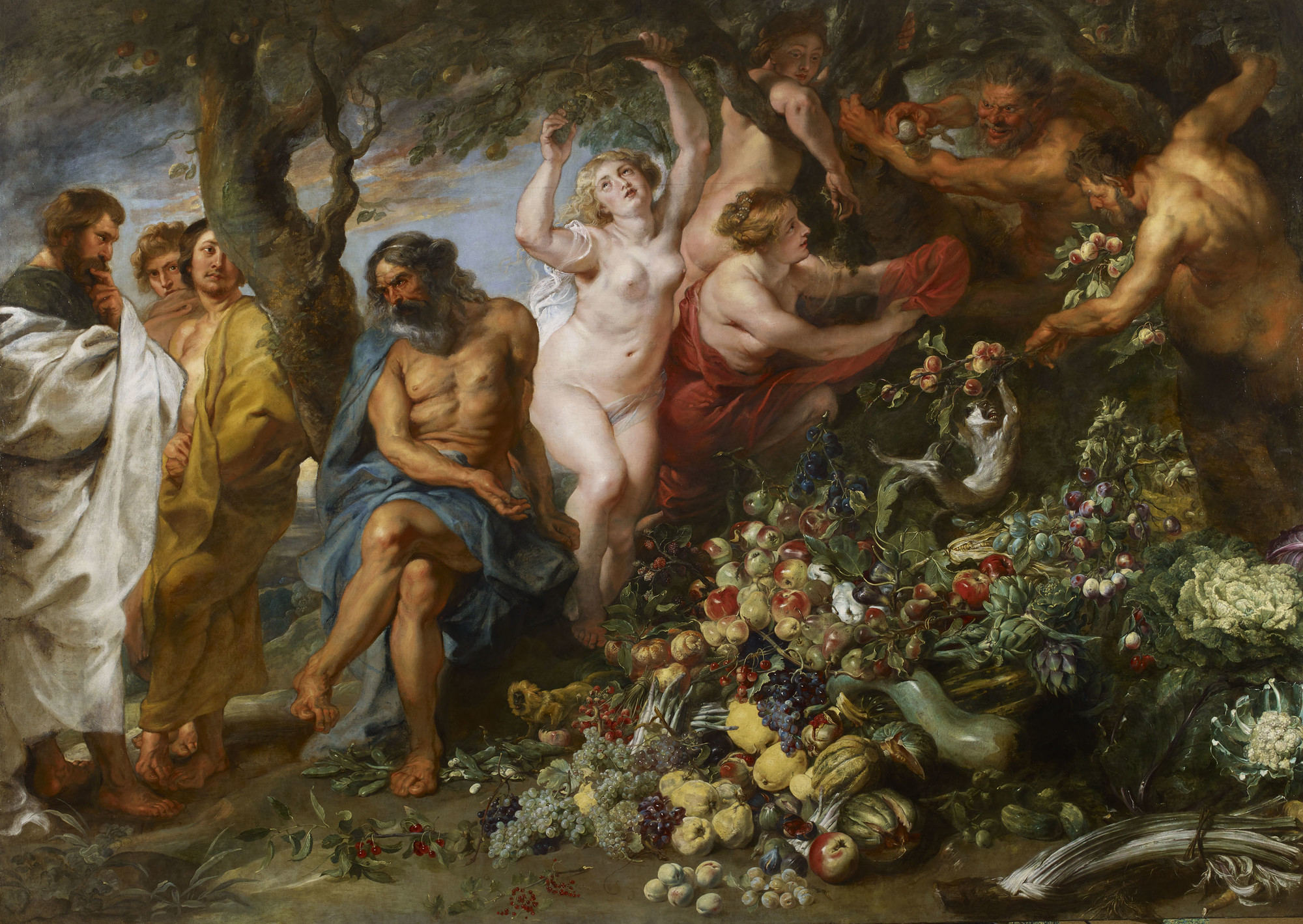
Pythagore prônant le végétarisme. Rubens, vers 1618-20.

« Le ciel et tout ce qu’on voit au-dessous de lui, la terre et tout ce qu’elle contient, changent de formes. Nous aussi, portion de ce monde, nous changeons ; et, comme nous avons une âme vagabonde qui peut, de notre corps, passer dans le corps des animaux, laissons en paix et respectons l’asile où vivent les âmes de nos parents, de nos frères, de ceux que nous aimions, des âmes d’hommes, enfin : prenons garde de faire des festins de Thyeste. Comme il se fait d’horribles goûts, comme il se prépare à verser un jour le sang humain, celui qui égorge de sang-froid un agneau, et qui prête une oreille insensible à ses bêlements plaintifs ; celui qui peut sans pitié tuer le jeune chevreau et l’entendre vagir comme un enfant ; celui qui peut manger l’oiseau qu’il a nourri de sa main ! Y a-t-il loin de ce crime au dernier des crimes, l’homicide ? N’en ouvre-t-il pas le chemin ? Laissez le bœuf labourer, et ne mourir que de vieillesse ; laissez les brebis nous munir contre le souffle glacial de Borée, et les chèvres présenter leurs mamelles pleines à la main qui les presse. Plus de rêts et de lacs, plus d’inventions perfides ; n’attirez plus l’oiseau sur la glu, ne poussez plus le cerf épouvanté dans vos toiles, ne cachez plus, sous un appât trompeur, la pointe de l’hameçon. »

— Ovide, Les Métamorphoses, v. 453-478.
On raconte également que Pythagore aurait amené l'ours de la Daunia au végétarisme.

### Médecine
Le grand principe biologique n'est ni l'harmonie du semblable par le semblable ni la lutte du contraire par le contraire, mais — comme en musique — l'harmonie des contraires, l'équilibre des puissances dans le corps. De même que l'âme (confondue avec la vie) se définit comme une bonne proportion des propriétés du corps, la santé est la restauration des bonnes proportions entre les propriétés opposées du corps, à savoir l'humide et le sec, le fluide et le visqueux, l'amer et le doux, le pair et l'impair, etc..
En médecine, les pythagoriciens ont leurs techniques : régime, cataplasmes, médicaments, refus des incisions et cautérisations, « incantations pour certaines maladies », musique, « vers choisis d'Homère et d'Hésiode ». On trouve la tripartition indo-européenne :
1. Médecine par les herbes relevant des producteurs ;
2. Médecine par incisions et cautérisations relevant des guerriers ;
3. Médecine par incantations relevant des rois-prêtres ou philosophes[150]. Comme la musique purge l'âme, la médecine purge le corps[151]. La notion de purification, ou de catharsis est centrale[152].

Alcméon de Crotone, qui semble pythagoricien, pratique la dissection, il place la pensée dans le cerveau, et non plus dans le cœur, comme tous les autres penseurs : « L'hégémonique a son siège dans le cerveau. »
Bien que l'utilisation de ses incantations peuvent sembler plus mythique que scientifique, nous pouvons également y voir le début des théories concernant le Psychosomatique. En effet, Pythagore soignait l'esprit afin de soigner le corps ; et même si cela pouvait sembler inhabituel pour son époque, nous savons maintenant que certaines douleurs et maladies sont psychosomatiques.

### Science politique
Selon Jamblique, Pythagore était connu des néoplatoniciens comme le fondateur de la science politique. Une tradition presque unanime qualifie sa vision politique de conservatrice et aristocratique. En effet, il est favorable à ce que le pouvoir soit confié à des gens instruits, puissants et humains qui soient redevables de ce dépôt devant le peuple et qui le transmettent à leur enfant. La politique, comme la musique, doit conduire à l'harmonie et pour exposer ses idées sur la justice, il utilise des parallèles mathématiques. Il est favorable à la proportionnalité du droit politique (à chacun selon son valeur) plutôt qu'à l'égalité prônée par les démocrates.
Le fonctionnement de la cité doit s'appuyer sur des lois d'origine divine auxquelles tous sont soumis, sénateurs compris. Le bon citoyen doit non seulement les respecter mais les protéger s'il le faut par la dénonciation et la répression. Pour lui, la loi, assimilée, conduit à la liberté. La justice doit s'appliquer de manière égalitaire selon le principe de réciprocité (loi du talion). Ce point est d'ailleurs désapprouvé par Aristote : « C’est la réciprocité qui constitue purement et simplement la justice. Telle était la doctrine des pythagoriciens, qui définissaient le juste simplement comme la réciprocité. Mais la réciprocité ne coïncide ni avec la justice distributive ni même avec la justice corrective ».
S'il est désormais acquis que les pythagoriciens, organisés en hétairie, ont bien joué un rôle politique déjà du temps de Pythagore, le rôle de celui-ci est sujet à débat : chef politique? législateur? simple inspirateur? Pour Delatte, la conclusion est claire : le plan initial de Pythagore n'était pas politique mais moral mais progressivement ses idées, par le biais de son école, ont envahi le champ politique.
Archytas de Tarente, stratège de Tarente pendant 7 ans mais aussi savant et philosophe pythagoricien, est le type du philosophe-roi. Platon le rencontre physiquement dès –388 et il imagine le philosophe-roi idéal en –370 dans sa République : « Tant que les philosophes ne seront pas rois dans les cités, ou que ceux qu'on appelle aujourd'hui rois et souverains ne seront pas vraiment et sérieusement philosophes… il n'y aura de cesse aux maux des cités » (La République, V, 473 c).
Quelques pythagoriens furent cependant démocrates, dont Théagès.

### Enseignements ésotériques
Pythagore dispense des principes exotériques, connus de tous, par exemple : « Il est interdit de prier pour soi-même », « Entre amis, tout est commun ». Mais d'autres enseignements sont ésotériques, c'est-à-dire réservés aux initiés et d'expression symbolique ; et ils portent sur les secrets de la nature et des dieux. Ces enseignements secrets sont appelés Mémoires (hypomnêmata, Ύπομνήματα), car il faut s'en souvenir, sans les écrire. Ce sont, d'une part, les « acousmates » (άκούσματα), des dits (prononcés en grec dorien, la langue des pythagoriciens), des préceptes oraux ; ce sont, d'autre part, les « symboles » (σύμβολα), des formules codées, des sommaires (kephalaia, κεφάλαια),. Car « tout ne peut pas être dit à tout le monde. » « Il y avait chez eux [les pythagoriciens] la règle absolue du silence ».
Jamblique classe les acousmates en trois types, selon qu'ils révèlent l'essence (« qu'est-ce ? »), l'absolu (« qu'est-ce qui est le plus ? ») ou le devoir (« que faut-il faire ou pas ? »).
- « Qu'est-ce que les Îles des bienheureux ? — Le Soleil et la Lune. »
- « Qu'est-ce que l'oracle de Delphes ? — La tétraktys. »
- « Qu'est-ce qui est le plus juste ? — Offrir un sacrifice » (de soi, autrement dit « savoir renoncer à quelque chose pour avancer »).
- « Qu'y a-t-il de plus savant ? — Le nombre. »
- « Ne pas aider à décharger un fardeau. — Il ne faut pas encourager le manque d'effort. »
- « Suis dieu (έπου θεῷ) »[177]. C'est la devise du pythagorisme.

En plus des acousmates, préceptes abstraits, il existe une autre catégorie de préceptes, les symboles, qui sont des préceptes pratiques imagés. Les profanes y voient des superstitions ou des bêtises, mais les initiés (μύσται) savent y déchiffrer une idée ou un acte.
- « Ne pas passer par-dessus une balance. » Autrement dit : « Pratiquer tous les actes justes », ou « ne pas chercher plus que sa part », et non éviter de façon superstitieuse de « passer au-dessus d'une balance ».
- « Ne pas manger le cœur ». Éviter la chair crue, ou « ne pas se ronger de chagrin ».

En plus, il y a les « symboles secrets » (απόρρητα σύμβολα, aporrêta sumbola) ou « signes de reconnaissance » (sunthémata, συνθήματα), qui permettaient aux pythagoriciens initiés de se reconnaître entre eux. Les plus célèbres symboles secrets sont le fameux pentagramme à 5 branches et 5 côtés et la tétraktys. « Le divin Pythagore […] ne mettait jamais en tête de ses lettres, ni « Joie » ni « Prospérité » ; il commençait toujours par « hygiainé ! », (ὑγίαινε, Santé !). […] Voilà pourquoi le triple triangle enlacé, formé de cinq lignes [le pentagramme], qui servait de symbole à tous ceux de cette secte, était nommé par eux « le signe de la santé ». »

## Histoire du pythagorisme
[Information douteuse]

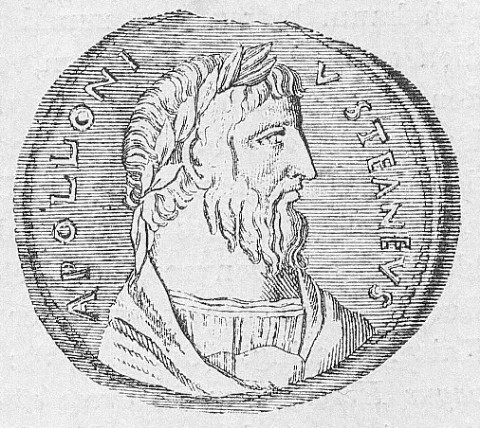
Pièce à l'effigie d'Apollonios de Tyane.

Les successeurs (diadoques) de Pythagore à la tête de la communauté pythagoricienne furent : Aristée de Crotone (en –494), son fils Mnésarque ou son fils Théagès ; Boulagoras (-380), Gartydas de Crotone, Arésas de Lucanie, Diodore d'Aspendos (-380). Le courant pythagoricien se divise en diverses écoles :
- L'école paléopythagoricienne (pythagorisme ancien, période de ceux qui ont connu Pythagore)[réf. nécessaire] : Théanô, épouse de Pythagore ; Alcméon de Crotone, actif vers –500 ; Épicharme, actif vers –480 ; Hippase de Métaponte, actif vers –460. Les pythagoriciens semblent avoir contrôlé politiquement un territoire allant de Métaponte à Locres jusqu'en –450.
- L'école médiopythagoricienne de Grèce (pythagorisme moyen et récent) : Hippon, actif vers -480 ; Damon d'Athènes, actif vers -460 ; Ion de Chios, actif vers -450 ; Polyclète, actif vers -420 ; Philolaos de Crotone, actif vers -400[179] ; Archytas de Tarente, actif entre 400 et 350 av. J.-C.[180]., Théétète d'Athènes, actif vers -395 ou -369 ; Timée de Locres, contemporain de Platon ; Eudoxe de Cnide, actif vers -370, également ami de Platon ; Hicétas, actif vers -360 ; Ecphantos. Philolaos de Crotone et Archytas de Tarente sont les plus importants[réf. nécessaire]. Le pythagorisme au sens strict, né avec Pythagore en -530, réapparu avec Archytas de Tarente en -390, disparaît en -350[réf. souhaitée].
- L'Ancienne Académie de Platon, pythagorisante[réf. nécessaire] : déjà Platon était très pythagorisant dans son Timée[réf. nécessaire] dans son Timée (53-56), davantage dans son enseignement oral, où il disait les Nombres antérieurs aux Idées, et dans Les Lois, où les nombres jouent un rôle important. Puis viennent Héraclide du Pont, remplaçant de Platon à l'Académie en –360 ; Speusippe, scolarque de l’Académie de Platon en –348 ; et Xénocrate, scolarque en –339. Déjà la distinction pythagorisme/platonisme se brouille. Speusippe remplace les Idées de Platon par les Nombres mathématiques, déduits de deux principes : l'Un et le Multiple. Xénocrate assimile les Idées de Platon]aux nombres[181] (et il tient l'âme pour « un nombre qui se meut de lui-même ». Entre les nombres et les choses sensibles (connues par les sens), un pythagoricien ne met pas de coupure, alors qu'un platonicien le fait, il sépare Nombres et choses[182].
- L'école médiopythagoricienne de Rome : Appius Claudius Caecus (dès –312), Scipion l'Africain (vers –210)[183], Caton l'Ancien (-209), Ennius (-180). « La plupart des philosophes — académiques, stoïciens, péripatéticiens — pythagorisèrent de quelque façon à Rome[184]. »

## Œuvres
On l'a dit, Pythagore n'a rien écrit. Durant l'Antiquité, son biographe, Porphyre de Tyr est formel sur ce sujet : « Car de Pythagore lui-même il n'y avait aucun écrit. ». Cependant, parmi les auteurs antiques, tout le monde ne partage cet avis, notamment Héraclite qui attribue à Pythagore les trois traités suivants : De l'éducation, De la politique et De la nature. Selon Alexandre Polyhistor (Ier siècle av. J.-C.), Pythagore aurait laissé uniquement un ouvrage intitulé Mémoires pythagoriques.
Ces attributions sont fort incertaines, et, dès l'Antiquité, on pensait que ces livres avaient été écrits par des disciples de Pythagore. Et puis, on peut aussi considérer qu'en raison de la coutume persistante de l'ésotérisme chez Pythagore, il n'aurait jamais engagé le moindre écrit de ses pensées.

## Héritages

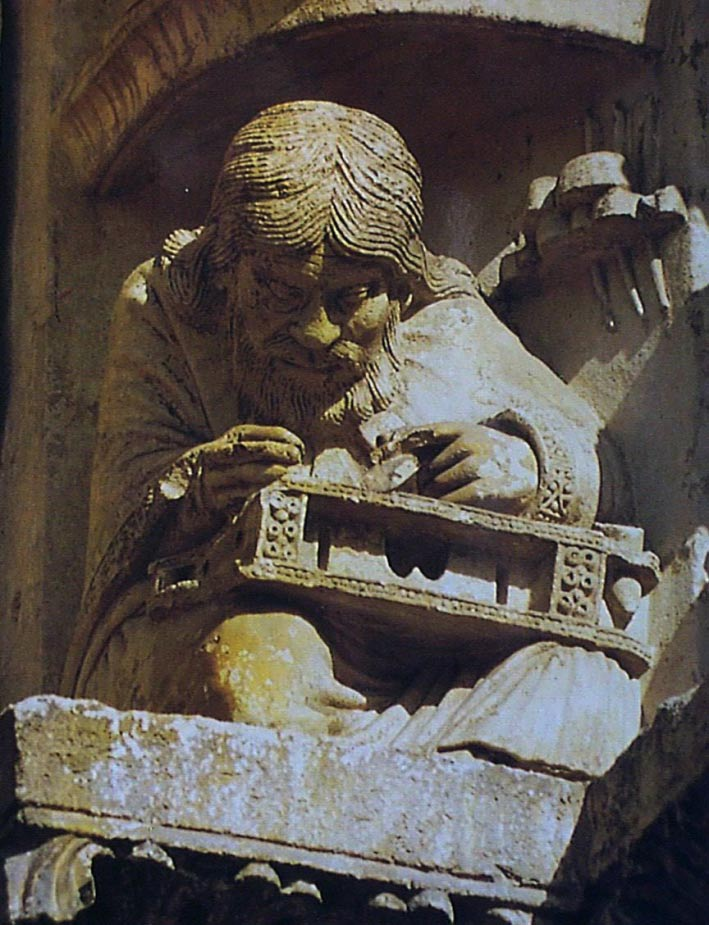
Statue de Pythagore à la Cathédrale de Chartres.

### Influences reçues
Manifestement, le pythagorisme a été influencé par l'orphisme, mais aussi par le chamanisme apollinien des Hyperboréens (Aristée de Proconnèse, etc.), certainement par la pensée égyptienne, peut-être par les mathématiques et l'astronomie de Babylone.

### Influences transmises
La richesse des travaux de l'école pythagoricienne a été telle que ses idées et découvertes ont inspiré nombre de courants de pensée. Pythagore a influencé toutes les époques et toutes les cultures d'Occident et d'Orient, toutes les disciplines : mathématiques, musique, philosophie, astronomie, etc. Son encyclopédisme en fait une pensée totale, avec interpénétrations et ramifications.
En art, Pythagore inspire l'architecte romain Vitruve au Ier siècle, puis les théoriciens du nombre d'or comme Luca Pacioli, théorie illustrée par Léonard de Vinci en 1509.
Les écoliers qui étudient le théorème de Pythagore ou apprennent la table de multiplication — dite de Pythagore — s'inscrivent dans sa lignée.
Pythagore a fondé une véritable religion, et un grand nombre de légendes se sont développées autour de lui. Dans le domaine ésotérique et initiatique, son œuvre continue. Dès 1410, le manuscrit Cooke (ligne 216), un document de base de la franc-maçonnerie opérative, mentionne Hermès et « Pictagoras ». Des loges franc-maçonniques se réclament de la pensée pythagoricienne, comme la Grande loge suisse alpine (GLSA), la franc-maçonnerie française ainsi que la Loge italienne.

#### Écrits pythagoriciens et sur Pythagore
- Daniel Delattre, « Les Pythagoriciens anciens »; « Les Pythagoriciens moyens »; « Les Pythagoriciens récenst » in Les Présocratiques, édition J.-P. Dumont, Paris, Gallimard, coll. Bibliothèque de la Pléiade, 1988, p. 53-87, 217-230, 443-612. (Rééd. coll. Folio)
- Giovanni Pugliese Carratelli, Les lamelles d'or orphiques[189]. Instructions pour le voyage d'outre-tombe des initiés grecs, trad. de l'italien, Paris, Les Belles Lettres, 2003, 153 p. Trad. des Lamelles d'or orphico-pythagoriciennes (fin Ve s.-IIe s. av. J.-C.). Ces lamelles sont orphiques selon William K. Guthrie, pythagoriciennes selon Taylor Thomas, orphico-pythagoriciennes selon Konrat Ziegler (de) et Franz Cumont, bacchiques (Mystères de Dionysos) selon Marcel Detienne, éleusiniennes (Mystères de Déméter à Éleusis) selon Pierre Boyancé et Charles Picard. G. Pour Giovanni Pugliese Carratelli (2003), seules sont orphico-pythagoriciennes les lamelle d'Hippanion, Pétélia, Pharsale, Entella, Éleutherna, Mylopotamos.
- Nicomaque de Gérase, Theologoumena arithmeticae (avant 196, date de sa mort), in Photius, Bibliothèque, trad. R. Henry, Paris, Les Belles Lettres, 1959 ; Introduction arithmétique, éd. J. Berthier, Paris, Vrin, 1978.
- Diogène Laërce, Vies et doctrines des philosophes illustres (vers 200), livre VIII, §§ 1-50, trad. sous la direction de M.-O. Goulet-Cazé, Paris, Le Livre de poche, coll. «La Pochotèque», 1999.
- Anatolius, Sur la décade (avant 270), éd. par Heiberg, in Annales Internationales d'histoire, Paris, A. Colin, 1901 [lire en ligne (page consultée le 5 novembre 2023)]
- Porphyre, Vie de Pythagore (vers 270), éd. et trad. É. des Places, Paris, Les Belles Lettres, 2023 [1982].
- Jamblique, Vie de Pythagore — Lettre à Marcella (vers 310), intr., trad. et notes par L. Brisson et A. Ph. Segonds, Paris, Les Belles Lettres, 1996. 2e tirage revu et corrigé. coll. « La roue à livres », 2011.  (ISBN 978-2-251-33954-2).
- Pseudo-Lysis, Les vers d'or (IVe s. ?)
- Hiéroclès d'Alexandrie, Commentaire sur les  Vers d'or des pythagoriciens. Traité sur la Providence ; textes introduits, traduits et annotés par Noël Aujoulat et Adrien Lecerf, Paris, Les Belles Lettres, coll. « La roue à livres », 2018, XVI + 320 p.  (ISBN 978-2-251-44798-8).
- Hiéroclès, Commentaire sur les vers d'or des pythagoriciens (vers 480 ?), trad. Mario Meunier, Paris, L'artisan du livre, 1930. Rééd. Guy Trédaniel, 2006, 345 p.  (ISBN 978-2-857-07046-7)
- (en) The Complete Pythagoras, trad. Kenneth Sylvan Guthrie (en), Vol. I : The Life Of Pythagoras, 1920, Vol. II : The Pythagorean Sourcebook and Library, Grand Rapids, Michigan, Phanes Press, 1987 (1re éd. 1921), 361 p. (ISBN 978-0-933-99951-0). [lire en ligne (page consultée le 1er août 2023)] Traduction anglaises les Vies de Jamblique, Porphyre de Tyr, Photios, Diogène Laërce (vol. I), ainsi qu'une douzaine de textes dus à des néo-pythagoriciens (vol. II).

#### Études antiques
- Aristote, Des Pythagoriciens (Περί των Πυθαγορείων) (vers 360 av. J.-C. ?), trad. (en) The Complete Works of Aristotle. The Revised Oxford Translation, Jonathan Barnes Ed., Princeton, Princeton University Press, 1984, coll. « Bollingen Series » n° LXXI-2, p. 2441-2446 (vol II).
- Speusippe, Sur les nombres pythagoriciens (vers 350 av. J.-C. ?), trad. Paul Tannery (v. ci-dessous) [lire en ligne (page consultée le 5 novembre 2023)]
- Paul Tannery, Pour l'histoire de la science hellène de Thalès à Empédocle, Paris, 1887. Rééd. avec présentation de Denis Savoie; édition revue et amendée par Alexandre Marcinkowski, Paris, Les Belles Lettres, 2022, XXXVIII + 666 p.  (ISBN 978-2-350-88200-0)
- Théon de Smyrne, Exposition des connaissances mathématiques utiles pour la lecture de Platon (vers 130 ?), trad. J. Dupuis, Paris, Hachette, 1892.

#### Études modernes
: document utilisé comme source pour la rédaction de cet article.

##### Introductions générales
- Jean-François Mattéi, Pythagore et les Pythagoriens, PUF, 1993, coll. « Que sais-je ? »
- Pierre Brémaud, Le Dossier Pythagore. Du chamanisme à la mécanique quantique, Paris, Ellipses, coll. « Biographies et mythes historiques », 2010
- Mauricio Garay, Mathématiques pédestres : le monde pythagorique, Calvage et Mounet, coll. « La perle et le harnais », 2012
- Henriette Chardak, L'Énigme Pythagore. La vie et l'œuvre de Pythagore et de sa femme Théano, Paris, Presses de la Renaissance, 2007

##### Études
- Constantinos Macris (Avec Katarzyna Prochenko, "Pythagore dans la tradition gnomologique" [p. 851-860] et Richard Goulet "Pythagore dans la tradition syriaque et arabe" [p. 860-886]), « Pythagore de Samos », dans Richard Goulet (Dir.), Dictionnaire des philosophes antiques, vol. VII, Paris, CNRS Éditions, 2018a, 1472 p. (ISBN 978-2-271-09024-9), p. 681-884.
- Constantinos Macris, « Pythagore de Samos (Compléments) », dans Richard Goulet (Dir.), Dictionnaire des philosophes antiques, vol. VII, Paris, CNRS Éditions, 2018b, 1472 p. (ISBN 978-2-271-09024-9), p. 1025-1174

- Claudi Alsina (trad. de l'espagnol), La secte des nombres : Le théorème de Pythagore, Paris, RBA France, 2013, 153 p. (ISBN 978-2-8237-0102-9)
- Javier Arbonés et Pablo Milrud, L'harmonie est numérique : Musique et mathématiques, RBA France, 2013 (ISBN 978-2-8152-0452-1)
- Pierre Boyancé, « Les Muses et l'harmonie des sphères », in Mélanges dédiés à la mémoire de Félix Grat, t. I, Paris, 1946, p. 3-16
- Luc Brisson, « Les pythagoriciens », dans Luc Brisson, Arnaud Macé, Anne-Laure Therme, Lire les présoctratiques, Paris, PUF, coll. « Quadrige Manuels », 2016, 232 p. (ISBN 978-2-130-73318-8), p. 217-228
- (en) Walter Burkert, Lore and Science in Ancient Pythagoreanism, Harvard University Press, 1972, 535 p. (ISBN 978-0-674-53918-1, lire en ligne).
- (en) Walter Burkert, Greek Religion, Harvard University Press, 1985, 493 p. (ISBN 978-0-674-36281-9, lire en ligne). .
- Maurice Caveing, La figure et le nombre. Recherches sur les premières mathématiques des Grecs, Lille, Presses Universitaires du Septentrion, 1997.
- (en) Christopher Celenza, « Pythagoras and Pythagoreanism », dans The Classical Tradition, Harvard University Press, 25 octobre 2010 (ISBN 978-0-674-03572-0, lire en ligne).
- Anthelme Édouard Chaignet, Pythagore et la philosophie pythagoricienne, 2 vol., Paris, Didier, 1874 [lire en ligne (page consultée le 13 novembre 2023)] (vol.1)  Rééd. Kessinger Publishing, 2010, 790 p.  (ISBN 978-1-161-95108-0)
- (en) Frederick Copleston, History of Philosophy Volume 1 : Greece and Rome, A&C Black, 2003, 544 p. (ISBN 978-0-8264-6895-6, lire en ligne).
- Armand Delatte, Études sur la littérature pythagoricienne, Paris, Champion, 1915, 314 p.
- Armand Delatte, Essai sur la politique pythagoricienne, Edouard Champion, 1922 (lire en ligne).
- Armand Delatte, La vie de Pythagore de Diogène Laërce, Bruxelles, 1922[190].
- (es) Carlos Dorce, Història de la matemàtica. Des de Mesopotàmia al Renaixement, Publicacions de la Universitat de Barcelona, 2013.
- Marie Durnerin, Pour que règne l’harmonie, L’influence politique du pythagorisme au IVe siècle à Tarente et en Grande-Grèce à travers la figure d’Archytas de Tarente, Mémoire, 2015. [lire en ligne (page consultée le 1 août 2023)]
- Mircea Eliade, Histoire des croyances et des idées religieuses, t. II, Paris, Payot, 1989
- (en) Kitty Ferguson, The Music of Pythagoras : How an Ancient Brotherhood Cracked the Code of the Universe and Lit the Path from Antiquity to Oute, Bloomsbury Publishing USA, 2008, 384 p. (ISBN 978-0-8027-7963-2).
- Matila Ghyka, Le nombre d'or, 2 vol. Paris. Gallimard, 1931, rééd. Paris, Gallimard, 1977.
- Ivan Gobry, Pythagore, Paris, Seghers, 1973.
- (en) Andrew Gregory, « The Pythagoreans: Number and Numerology », dans Mathematicians and Their Gods: Interactions Between Mathematics and Religious Beliefs, Oxford University Press, 2015 (ISBN 978-0-19-870305-1, lire en ligne).
- Octave Hamelin, Les philosophes présocratiques, Strasbourg, Université de Strasbourg, 1978, 305 p. (cours de 1905-7, édité par Fernand Turlot)
- Carl Huffman, « Pythagorisme », dans Jacques Brunschwig et Geoffrey E.R. Lloyd, Pierre Pellegrin (dir.), Le savoir grec, Paris, Flammarion, 2021 (éd. revue et augmentée), 1245 p. (ISBN 978-2-080-20523-0), p. 1115-1137.
- (en) Christiane L. Joost-Gaugier, Measuring Heaven : Pythagoras and His Influence on Thought and Art in Antiquity and the Middle Ages, Cornell University Press, 2006, 359 p. (ISBN 978-0-8014-7409-5, lire en ligne).
- (en) Charles H. Kahn, Pythagoras and the Pythagoreans : A Brief History, Hackett Publishing, 2001, 206 p. (ISBN 978-1-60384-682-0, lire en ligne).
- Jean Mallinger, Pythagore et les Mystères, Paris, Niclaus, 1944 ; 2e éd. revue et corrigée, Lille, F. Planquart, 1974.
- (en) John Marincola, Greek Historians, Cambridge University Press, 2001, 162 p. (ISBN 978-0-19-922501-9, lire en ligne)
- Morris Kline, Mathematical Thought from Ancient to Modern Times, t. I, Oxford, Oxford University Press, 1990, 390 p.
- Meunier, Mario Les vers d'or (1930), Guy Trédaniel, édition de la Maisnie, 1987.
- Milhaud, Gaston Les philosophes géomètres de la Grèce. Platon et ses prédécesseurs (1900), Vrin, 1934.
- Pichot, André La naissance de la science, t. 2 : Grèce antique, Gallimard, coll. Folios Essais, 1991, p. 127-238. Lumineux.
- (en) Christoph Riedweg, Pythagoras : His Life, Teaching, and Influence, Cornell University Press, 2008, 185 p. (ISBN 978-0-8014-7452-1, lire en ligne).
- Christoph Riedweg (trad. de l'allemand par Corentin Voisin), Pythagore : sa vie, son enseignement, sa postérité, Paris, Les Belles Lettres, 2023, 330 p. (ISBN 978-2-251-45395-8) (traduction française de la version originale du précédent)
- Louis Rougier, La Religion astrale des Pythagoriciens, Paris, PUF, 1959, 122 p.
- Eduard Zeller, La Philosophie des Grecs dans son développement historique (1844-1868, 2e éd. 1 856 t. I p. 361-617), I, 1, trad. de l'all. É. Boutroux, 1877, t. I, p. 280-474[191].
- (en) Myles F. Burnyeat, « Other Lives », London Review of Books, Vol. 29 no 4 · 22 février 2007, lire en ligne.
- (es) David Hernández de la Fuente, Vidas de Pitágoras [Vies de Pythagore], Vilaür, Ediciones Atalanta, 2011,  (ISBN 978-84-938466-6-4). 2eédition révisée, Vilaür, Ediciones Atalanta, 2014,  (ISBN 978-84-940941-7-0)
- Marcos Jaén Sanchez (trad. Juliette Ruë), Le Théorème le plus célèbre des mathématiques classiques : Pythagore, Barcelone, RBA Coleccionables, 2018, 167 p. (ISBN 978-84-473-9563-7).
- (en) Leonid Zhmud, Pythagoras and the Early Pythagoreans, Oxford, OUP Oxford, 2012, 491 p. (ISBN 978-0-19-928931-8, lire en ligne).

### Répertoires de ressources philosophiques antiques
- Bibliotheca Classica Selecta
- Cnrs
- Remacle
- Site Académique Toulouse

#### Bases de données et dictionnaires
- Ressources relatives à la musique :   - Bayerisches Musiker-Lexikon Online
  - Grove Music Online
  - MusicBrainz
- Ressources relatives aux beaux-arts :   - British Museum
  - Sandrart.net
  - Union List of Artist Names
- Ressources relatives à la recherche :   - Internet Encyclopedia of Philosophy
  - Stanford Encyclopedia of Philosophy
- Ressource relative à l'astronomie :   - Biographical Encyclopedia of Astronomers
- Ressource relative à la santé :   - Bibliothèque interuniversitaire de santé
- Ressource relative à la bande dessinée :   - Comic Vine
- Notices dans des dictionnaires ou encyclopédies généralistes :   - Britannica
  - Brockhaus
  - Den Store Danske Encyklopædi
  - Deutsche Biographie
  - Enciclopedia italiana
  - Gran Enciclopèdia Catalana
  - Hrvatska Enciklopedija
  - Internetowa encyklopedia PWN
  - Larousse
  - Nationalencyklopedin
  - Store norske leksikon
  - Treccani
  - Universalis
  - Visuotinė lietuvių enciklopedija
- Notices d'autorité :   - VIAF
  - ISNI
  - BnF (données)
  - IdRef
  - LCCN
  - GND
  - Italie
  - Japon
  - CiNii
  - Espagne
  - Belgique
  - Pays-Bas
  - Pologne
  - Israël
  - NUKAT
  - Catalogne
  - Suède
  - Vatican